# Rybinsk
Rybinsk (russisk: Ры́бинск, tr. Rybinsk) er den næst største by i Jaroslavl oblast i den Centrale føderale distrikt af Den Russiske Føderation. Byen ligger ved Rybinskreservoiret og floden Sjeksnas udmunding i Volga. Rybinsk er med sine 171.810 (2024) indbyggere den næststørste by i Jaroslavl oblast.

## Geografi
Rybinsk ligger 270 km nord for Moskva og 80 km nordvest for Jaroslavl.
Ud over de tre store floder, Tjerjomukhoj, Sjeksna og Volga, gennemstrømmes byen af et større antal små floder og vandløb. Den historiske bymidte er begrænset af floderne Volga, Volgas højre bilod Tjerjomukhoj, Tjerjomukhojs venstre biflod Korovkoj og Korovkojs venstre biflod Dresvjankoj. Området på højre bred af Tjerjomukhoj kaldes "Za Tjerjomukhoj", og forstaden på højre bred af åen Pakhomovskogo "Za Pakhomovskim bro". En lille flod Utkasj, højre biflod til Volga, afgrænser kvarteret Kopajevo i den sydlige del af byen. En anden å Fominsk løber gennem den nordvestlige udkant af byen og afgrænser Perebory-kvarteret. På venstre bred af Volga løber åen Krutets og floden Seljanka, der sammen afgrænser Trans-Volga bydelens sydlige udkant. Inopasj, en biflod til Sjeksna afgrænser Zavolzjskuju i nord.

### Klima
Byen har moderat fastlandsklima. Vinter varer omkring fem måneder, sommeren tre måneder. Den gennemsnitlige temperatur i januar er -8,8 °C, i juli +18,8 °C. Den gennemsnitlige årlige nedbør er 660 mm.

## Historie
Rybinsk er en af de ældste slaviske bosættelser ved Volga. Stedet blev først registreret af kronikører i 1071 som Ust-Sjeksna (dansk: ~ udmundingen af Sjeksna). I denne periode var byen et regionalt center for håndværk, metalbaserede råvarer og handel. I midten af det 11. århundrede blev Ust-Sjeksna lagt øde af de invaderende mongoler. I de næste par århundreder blev byen henholdsvis omtalt som Ust-Sjeksna eller Rybansk. Fra 1504 fik byen navnet Rybnaja sloboda (russisk: Ры́бная слобода́; dansk: ~ fiskerbyen) ifølge en bekendtgørelse fra Ivan III. Navnet skyldtes, at byen leverede stør og sterlet til det moskovitiske hof.
I det 17. århundrede, da byen tjente på det moskovittiske kompagnis handel med Vesteuropa, blev der bygget flere stenkirker, hvoraf kun én har overlevet til i dag. Flere gamle arkitekturperler findes i nabolaget, herunder den sidste af moskovitiske tre-pyramidetagskirker og Usjakóvfamiliens kirke (russisk: Богоявленский собор, tr. Bogojavlenskij sobor) i Khopylevo.

### Guldalderen
I 1700-tallet nød Sloboda fortsat godt af Volgahandelen. Katarina den Store tildelte Rybnaja sloboda byrettigheder og omdøbte samfundet til Rybinsk. I byen blev lasten på store Volga-skibe omlastet til mindre både, der kunne navigere i det grunde Mariinskaja-kanalsystemet, der forbinder det russiske bagland med Østersøen. I 1842 åbnede Rybinsk varebørs, og det var den tredje største børs i Rusland. Omkring 1900 havde Rybinsk omkring 25.000 indbyggere og op imod 100.000 sømænd var beskæftiget ved sejladsen på Volga, og den lokale flodhavn blev kendt som "pramdragernes hovedstad". Udviklingen af stålværk, skibsværft, rebslageri og teglværk og jernbaneværksteder dokumenterer industrialiseringen af Rybinsk i slutningen af 1800-tallet. I 1916 oprettede Renault en bilfabrik i Rybinsk.
Som et handelscenter ved Øvre Volga, tiltrak Rybinsk tidligt snesevis af udlændinge, der byggede en lutheransk kirke og en imponerende romerskkatolsk domkirke, der siges at være den højeste på Volga.

### Sovjettiden
Rybinsk' nye fase af udvikling indledtes med Sovjetunionens industrialisering. Fra begyndelsen af 1930'erne voksede byen hurtigt. Med udgangspunk i den tidligere "Russisk Renault"-fabrik opstod byens største motorproducent, "Saturn", der hovedsageligt producerer gasturbiner og flymotorer. I tilknytning til fabrikken oprettedes "Rybinsk Luftfartstekniske Statsuniversitet" i 1932.
Byen havde andre store virksomheder, blandt andet et maskinværksted, der producerede trykmaskiner, skibsværfter og en bilfabrik. Byen spillede samtidigt fortsat en vigtig rolle som flodhavn og nær Rybinsk godsbanegård opførtes den største silobygning i Europa i 1936.
Omkring fabrikkerne voksede arbejderkvartererne Vostotjnyj, Severnyj og Zapadnyjrozavoda frem, Staryj og Novyj nær skibsværftet og Volzjskij nær "Saturn".
I 1936 med plane "Store Volga" (russisk: Большая Волга) indledtes byggeriet af Rybinsk kraftværk. Projektet havde som mål at gøre vandvejen fra Volga til Østersøen og Moskva-floden sejlbare, samt imødekomme det voksende industriellecenters behov for elektricitet. Hydroelektriske dæmninger blokerede Sjeksnas flodleje, der nu ovenfor dæmningen er fusioneret med Volga i ét reservoir. Rybinsk reservoir er usædvanligt bredt og lavvandet. Skabelsen af reservoiret oversvømmede et stort landområde på Sjeksnas og Mologas flodsletter. Ud over mange landsbyer oversvømmede reservoiret også byen Mologa, hvis befolkning hovedsagelig blev flyttet til Rybinsk. Rybinskreservoiret var den næststørste kunstige sø i Europa, på 4.580 km².
Opførelsen blev næsten afsluttet før indledningen Nazi-Tysklands invasion af Sovjetunionen. Fyldningen af Rybinskreservoiret blev indledt i 1941. Den 18. november 1941 blev den første turbine installeret og den 15. januar 1942 den anden. I 1942 nåede højspændingsledningerne fra Rybinsk til Moskva.
I de sovjetiske år skiftede Rybinsk flere gange navn: til Sjtjerbakov (efter Aleksandr Sjtjerbakov) i 1946, tilbage til Rybinsk i 1957, til Andropov (efter Jurij Andropov) i 1984, og tilbage til Rybinsk i 1989.
Efter krigen oprettedes en instrumentfabrik, en kabelfabrik og en stor optisk fabrik, ligesom træindustrien og fødevareindustrien voksede. Sideløbende oprettedes flere maskinfabrikker. I byen opførtes nye boligområder distrikter, sociale faciliteter og transportnettet udvidedes. I 1960 blev der centralt i byen opført en bro over Volga, der forbinder boligkvartererne med værfterne i byen. Byens befolkning steg kontinuerligt og i slutningen af 1980 oversteg indbyggertallet 250.000.

### Efter 1990
De økonomiske reformer i 1990'erne har haft en negativ indvirkning på udviklingen i Rybinsk: mange virksomheder har været underlagt nedskæringer, nogle gik konkurs, boligbyggeriet blev sat i stå og kulturelle aktiviteter blev ramt af nedskæringer. Alt dette førte til nedgang i byens befolkning.

## Administrativ status
Inden for rammerne af administrative inddelinger af Jaroslavl oblast, er Rybinsk det administrative centrum i Rybinskij rajon, selvom byen ikke er en del af rajonen. Som en administrativ enhed har byen status som "Rybinsk bymæssige okrug", en by af oblast-betydning, og dermed status på linje med de øvrige rajoner i oblasten. Rybinsk by er opdelt i 20 mikrorajoner.

### Demografi
| Demografisk udvikling af Rybinsk mellem 1897 og 2010 |        |         |         |         |         |         |         |         |
| år                                                   | 1897   | 1939    | 1959    | 1970    | 1979    | 1989    | 2002    | 2010    |
| befolkning                                           | 25.290 | 141.905 | 181.685 | 218.282 | 238.579 | 251.442 | 222.653 | 200.771 |

Note: Tal fra folketællinger

## Økonomi og Infrastruktur
Ud over vandkraftværket (330 MW) og dybvandshavn på Volga-Østersøvandvejen præger skibsbygning og maskinindustrien, samt træ- og kabelindustrien den økonomiske udvikling i Rybinsk. Alene motorproducenten hos "Saturn" var der beskæftiget mere end 11.000.(2013)

### Transport

#### Jernbane
Rybinsk Passagerbangård ligger på den Nordlige Jernbane og har daglige nattog til Moskva og Sankt Petersborg. Derudover trafikeres banegården af 14 pendlertoglinjer.

#### Trolleybus
Rybinsk har fem trolleybuslinjer med et samlet rutenet på 160 km.

#### Vandbuslinjer
Rybinsk har flere vandbuslinjer, der besejler Rubisk revoiret.

#### Fly
Rybisk blev betjent af Starosele lufthavn 8 km til den nordøst for byen. Lufthavnen blev nedlagt på grund af manglende rentabilitet i begyndelsen af 2000'erne.

## Seværdigheder
Byens mest iøjnefaldende vartegn, den nyklassicistiske Kristi forklarelses katedral, blev bygget ved Volgafloden fra 1838 til 1851. Katedralen blev bygget efter tegninger som dekanen ved det kejserlige kunstakademi, Avraam Melnikov, havde lavet til Isak-katedralen i Sankt Petersborg. Efter Melnikov havde tabt konkurrencen om bedste projekt til Isak-katedralen til Auguste de Montferrand, solgte han tegningerne til Rybinsk.
I Rybinsk findes et Nobel familjemuseum, der dokumenterer den svenske families aktiviteter i Det Russiske Kejserrige samt Mikhalkov familiens 1700-tals palæ. Sergej Mikhalkov, Nikita Mikhalkov og Andrej Mikhalkov-Kontjalovskij er efterkommere efter familien.

## Internationale relationer
Rybinsk har venskabforbindelser med:
- Tennessee, USA.[5]

## Personer fra Rybinsk
| - Olga Beljakova - svømmer ved Vinter-OL 2014 - Aleksandr Brjukhankov - triatlet - Andrej Brjuchankov - triatlet - Genrikh Jagoda - sovjetisk politiker, henrettet efter Moskvaprocesserne | - Nikita Kljukin - professionel ishockeyspiller - Nicholas Schenck - 1900-tals amerikanske filmmager - Joseph Schenck - 1900-tals amerikanske filmmager - Maksim Sjuvalov - professionel ishockeyspiller |